# Courvite de Coromandel
Cursorius coromandelicus
Espèce
Statut de conservation UICN

 LC  : Préoccupation mineure
Le Courvite de Coromandel (Cursorius coromandelicus) est une espèce d'oiseaux limicoles de la famille des Glareolidae.

## Répartition
Cet oiseau vit à travers toute l’Inde ainsi que le nord de la vallée de l'Indus et du Sri Lanka.